# Iracundus signifer
Iracundus signifer är en fiskart som beskrevs av Jordan och Evermann, 1903. Iracundus signifer ingår i släktet Iracundus och familjen Scorpaenidae. Inga underarter finns listade i Catalogue of Life.